# Bohumil Váňa
Bohumil Váňa (* 17. Januar 1920 in Prag; † 4. November 1989 ebenda) war ein tschechischer Tischtennisspieler. Er wurde 1938 und 1947 Weltmeister im Einzel.

## Werdegang
Váňa entstammte einer Prager Schlosserfamilie. Mit 9 Jahren brachte ihm sein älterer Bruder Václav in Klubs und Gasthäusern das Tischtennisspiel bei. Sein Mäzen war Vendelín Veselý, der auf sein Talent aufmerksam wurde und ihn an den Wenzelsplatz zum renommierten Prager Verein „AC Sparta“ mitnahm. Bei dem Verein, der gezielt talentierte Jugendliche förderte, trainierte er fortan gemeinsam mit seinem großen Vorbild Stanislav Kolář, der 1936 in Prag Weltmeister im Doppel wurde.
Váňas Stärken waren seine variablen Aufschläge und seine harten Schmetterbälle mit der Vorhand.
Zwischen 1935 und 1955 nahm er an 12 Weltmeisterschaften teil. Dabei gewann er mehrere Goldmedaillen: Zweimal im Einzel, dreimal im Herrendoppel und dreimal im Mixed. Fünfmal wurde er mit der tschechischen Mannschaft Weltmeister.
Außerdem war er 38-facher tschechoslowakischer Meister.
1955 beendete er seine Laufbahn und erhielt unter Bedingung des Besuchs einer Trainerschule eine Stelle als Jugendtrainer angeboten. Váňa lehnte dies ab. Er fühlte sich in seiner Ehre verletzt, als 13-facher Weltmeister und vielfacher Landesmeister die Jugend auch ohne den Besuch einer solchen Schule nicht trainieren zu können und zog sich verbittert zurück. Auch zur Europameisterschaft von 1986 in Prag erschien er nicht.
Um 1977 war Bohumil Váňa mit seiner Frau in ein Haus des Prager Bistumshofes eingezogen. Seit 1987 litt er zunehmend an einer Geisteskrankheit und hielt nur noch zum Bischof Josef Hrdlička und Stanislav Kolář Kontakt. Kurz vor Vollendung seines 70. Lebensjahres verstarb Váňa, der zeitlebens Nichtraucher geblieben war, an Kehlkopfkrebs und wurde in Prag-Motol beerdigt.
Im Jahre 2000 wurde Váňa in Tschechien zum Tischtennisspieler des Jahrhunderts gekürt.

## Buch
Váňa  schrieb (vor 1951) das Tischtennisbuch Pět stupňů k mistrovství světa (Fünf Schritte um Weltmeister zu werden).

## Erfolge
- Teilnahme an 12 Tischtennisweltmeisterschaften
  - 1935 in London: 2. Platz mit Team
  - 1936 in Prag: 3. Platz mit Team
  - 1937 in Baden: 1. Platz Mixed (mit Věra Votrubcová), 3. Platz mit Team
  - 1938 in London: 1. Platz Einzel, 2. Platz Mixed (mit Věra Votrubcová), 3. Platz mit Team
  - 1939 in Kairo: 3. Platz Einzel, 1. Platz Mixed (mit Věra Votrubcová), 1. Platz mit Team
  - 1947 in Paris: 1. Platz Einzel, 1. Platz Doppel (mit Adolf Slar), 1. Platz mit Team
  - 1948 in London: 2. Platz Einzel, 1. Platz Doppel (mit Ladislav Štípek), 2. Platz Mixed (mit Vlasta Depetrisová), 1. Platz mit Team
  - 1949 in Stockholm: 2. Platz Einzel, 2. Platz Doppel (mit Ladislav Štípek), 2. Platz Mixed (mit Květa Hrušková), 2. Platz mit Team
  - 1950 in Budapest: 3. Platz Doppel (mit Ladislav Štípek), 2. Platz Mixed (mit Květa Hrušková), 1. Platz mit Team
  - 1951 in Wien: 1. Platz Doppel (mit Ivan Andreadis), 1. Platz Mixed (mit Angelica Adelstein-Rozeanu), 1. Platz mit Team
  - 1953 in Bukarest: 3. Platz Doppel (mit Ivan Andreadis), 3. Platz mit Team
  - 1955 in Utrecht: 2. Platz mit Team

- Internationale Meisterschaften
  - 1936 Zoppot – 2. Platz Einzel, 2. Platz Doppel (mit Stanislav Kolář)
  - 1937 Berlin – 1. Platz Einzel, 1. Platz Doppel (mit Götz Meschede)
  - 1938 Krefeld – 2. Platz Einzel, 1. Platz Doppel (mit Miloslav Hamer[4])
  - 1939 England – 2. Platz Einzel
  - 1946 England – 1. Platz Einzel, 1. Platz Doppel (mit Adolf Slar)
  - 1947 England – 1. Platz Doppel (mit Adolf Slar)

## Turnierergebnisse
| Verband | Veranstaltung     | Jahr | Ort       | Land | Einzel        | Doppel        | Mixed        | Team |
| ------- | ----------------- | ---- | --------- | ---- | ------------- | ------------- | ------------ | ---- |
| TCH     | Weltmeisterschaft | 1955 | Utrecht   | NED  | letzte 32     | letzte 32     | letzte 32    | 2    |
| TCH     | Weltmeisterschaft | 1953 | Bukarest  | ROU  | letzte 32     | Halbfinale    | keine Teiln. | 3    |
| TCH     | Weltmeisterschaft | 1951 | Wien      | AUT  | letzte 32     | Gold          | Gold         | 1    |
| TCH     | Weltmeisterschaft | 1950 | Budapest  | HUN  | Viertelfinale | Halbfinale    | Silber       | 1    |
| TCH     | Weltmeisterschaft | 1949 | Stockholm | SWE  | Silber        | Silber        | Silber       | 2    |
| TCH     | Weltmeisterschaft | 1948 | Wembley   | ENG  | Silber        | Gold          | Silber       | 1    |
| TCH     | Weltmeisterschaft | 1947 | Paris     | FRA  | Gold          | Gold          | letzte 32    | 1    |
| TCH     | Weltmeisterschaft | 1939 | Kairo     | EGY  | Halbfinale    | letzte 16     | Gold         | 1    |
| TCH     | Weltmeisterschaft | 1938 | Wembley   | ENG  | Gold          | letzte 16     | Silber       | 3    |
| TCH     | Weltmeisterschaft | 1937 | Baden     | AUT  | Viertelfinale | Viertelfinale | Gold         | 3    |
| TCH     | Weltmeisterschaft | 1936 | Prag      | TCH  | letzte 16     | letzte 64     | letzte 32    | 3    |
| TCH     | Weltmeisterschaft | 1935 | Wembley   | ENG  | letzte 16     | letzte 32     | keine Teiln. | 2    |

Quelle: ITTF-Datenbank